# Ludolph Büsinck

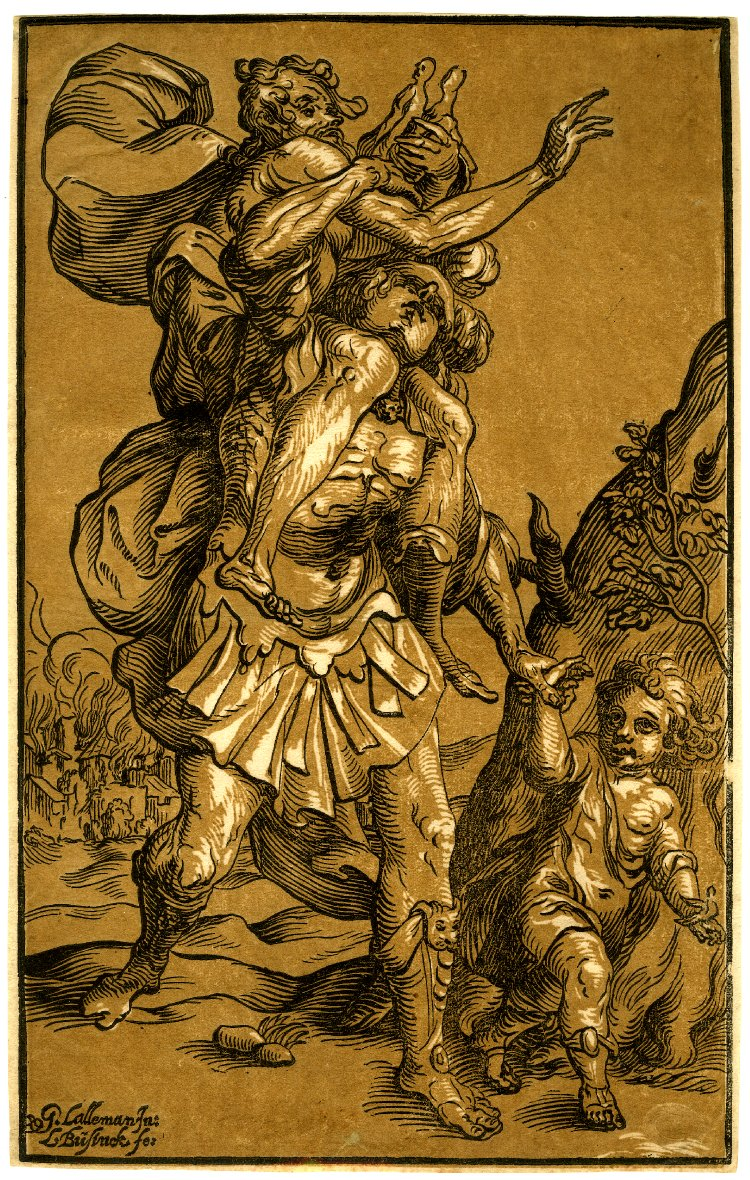
Ludolph Büsinck: Aeneas rettet Anchises aus Troja, vor 1630

Ludolph Büsinck (* 1599 in Münden; † 15. Januar 1669 ebenda) war ein deutscher Zeichner, Formschneider und Maler.

## Leben
Ludolph Büsinck wurde 1599, nach einer anderen Quelle 1602, in Münden als Sohn des Johann Büsinck und der Katharina Voss geboren. Nach einer Lehre in den Niederlanden als Formenschneider und Maler hielt er sich von 1623 bis 1630 in Paris auf. Er fertigte in dieser Zeit etwa 40 Holzschnitte, darunter die Hälfte in Chiaroscuro von zwei bis drei Platten. Die Vorlagen übernahm er überwiegend von Zeichnungen Georges Lallemants (1577–1636). Einige Blätter sind datiert und tragen wiederholt die Verlagsadresse des Melchior Tavernier. Die Blätter zeigen Einflüsse von Jacques Bellange, Abraham Bloemaert, Jacques Callot und Hendrick Goltzius. 1630 kehrte Büsinck in seine Heimatstadt Hann. Münden zurück. Aus der Ehe mit Katharina Ludwig sind sechs Kinder nachgewiesen. Der Sohn Wilhelm Ludolph Büsinck (1635–1673) wirkte ebenfalls als Maler.
Nach 1630 sind keine weiteren Holzschnitte Büsincks bekannt. Gesichert sind lediglich zwei nicht erhaltene Tafelwerke. 1636 fertigte er für die St.-Johannis-Kirche in Göttingen ein nach 1790 verloren gegangenes Triptychon mit einer Kreuzigungsszene. 1639 erhielt er von seiner Heimatstadt den Auftrag, ein Historienbild mit der Einnahme Hann. Mündens 1626 durch Tilly zu malen. Büsinck scheint sich danach eine Existenz als Kaufmann aufgebaut zu haben. 1639 wurde er in der Gilde der Kaufleute aufgenommen. 1647 ist er als Zollverwalter belegt. Am 15. Januar 1669 verstarb er in seiner Heimatstadt.

## Werke
Ludolph Büsinck führte den künstlerischen Chiaroscuro in Frankreich ein und ist der letzte Meister dieser Technik aus Deutschland.
- Christus als Salvator Mundi und die zwölf Apostel, 13 Farbholzschnitte von zwei bis drei Platten bei Mechior Tavernier, Paris, um 1625
- Bettler, Bauern und Kavaliere, Holzschnitte, ohne Verlagsangabe, Paris vor 1630

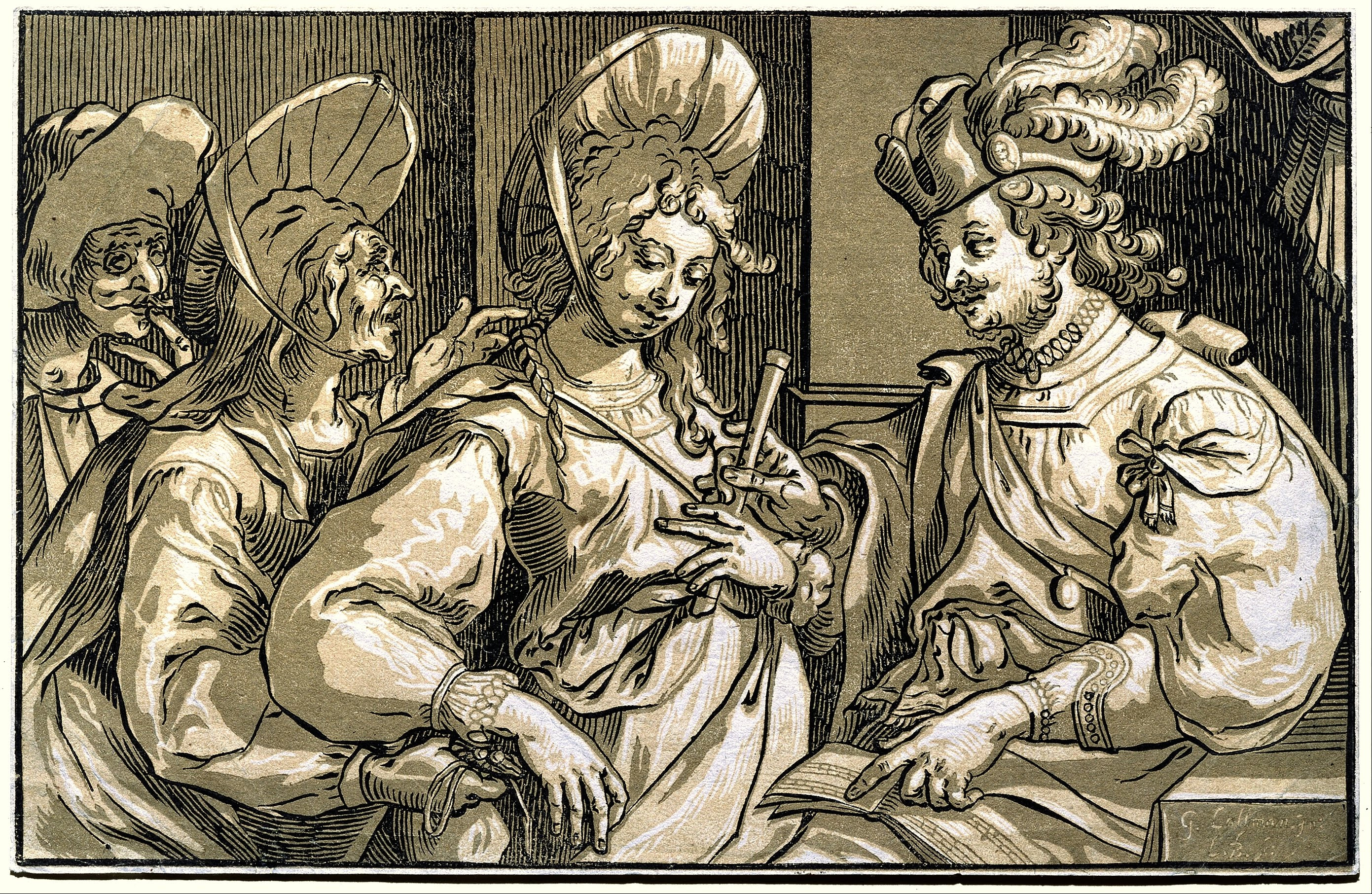
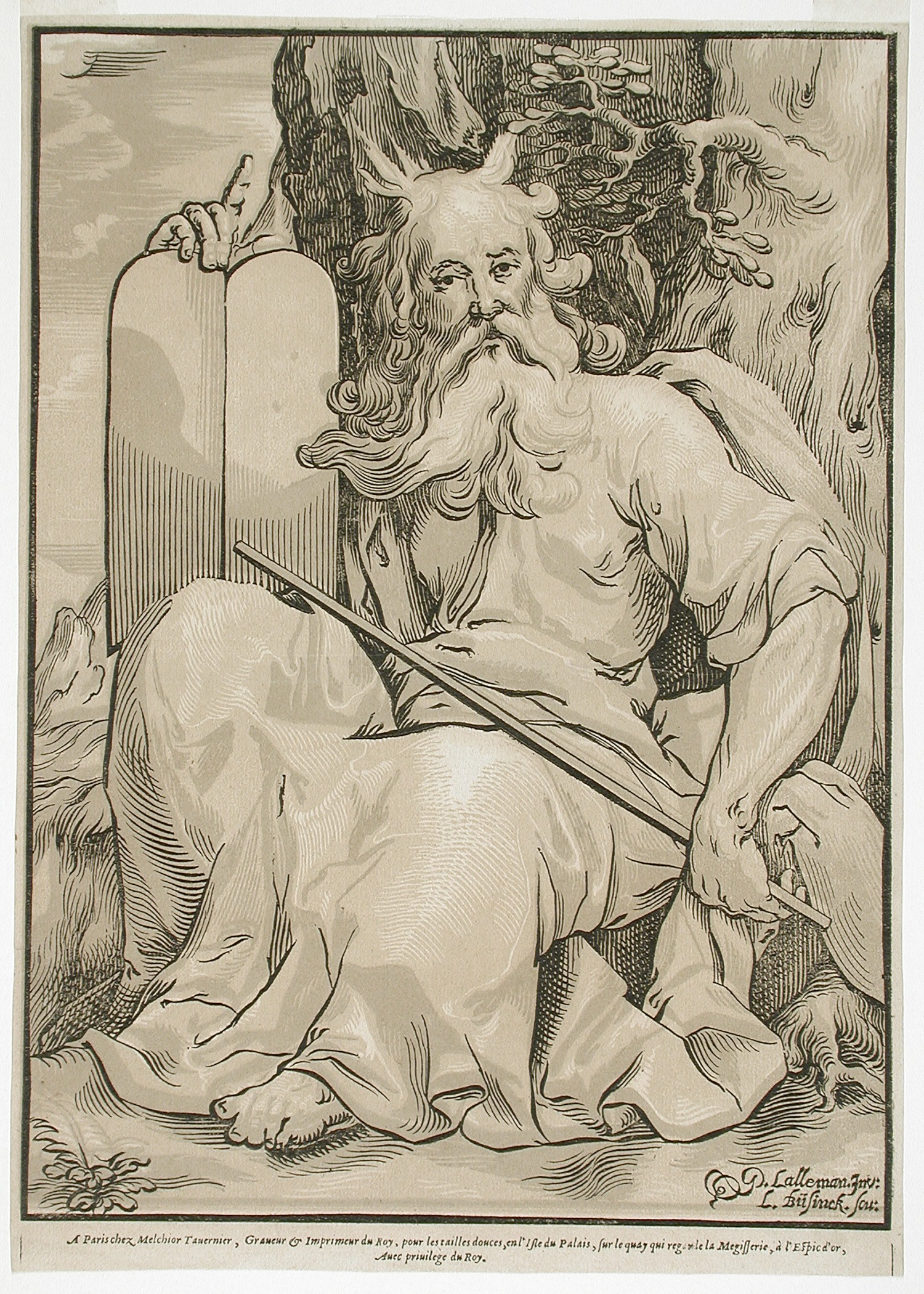
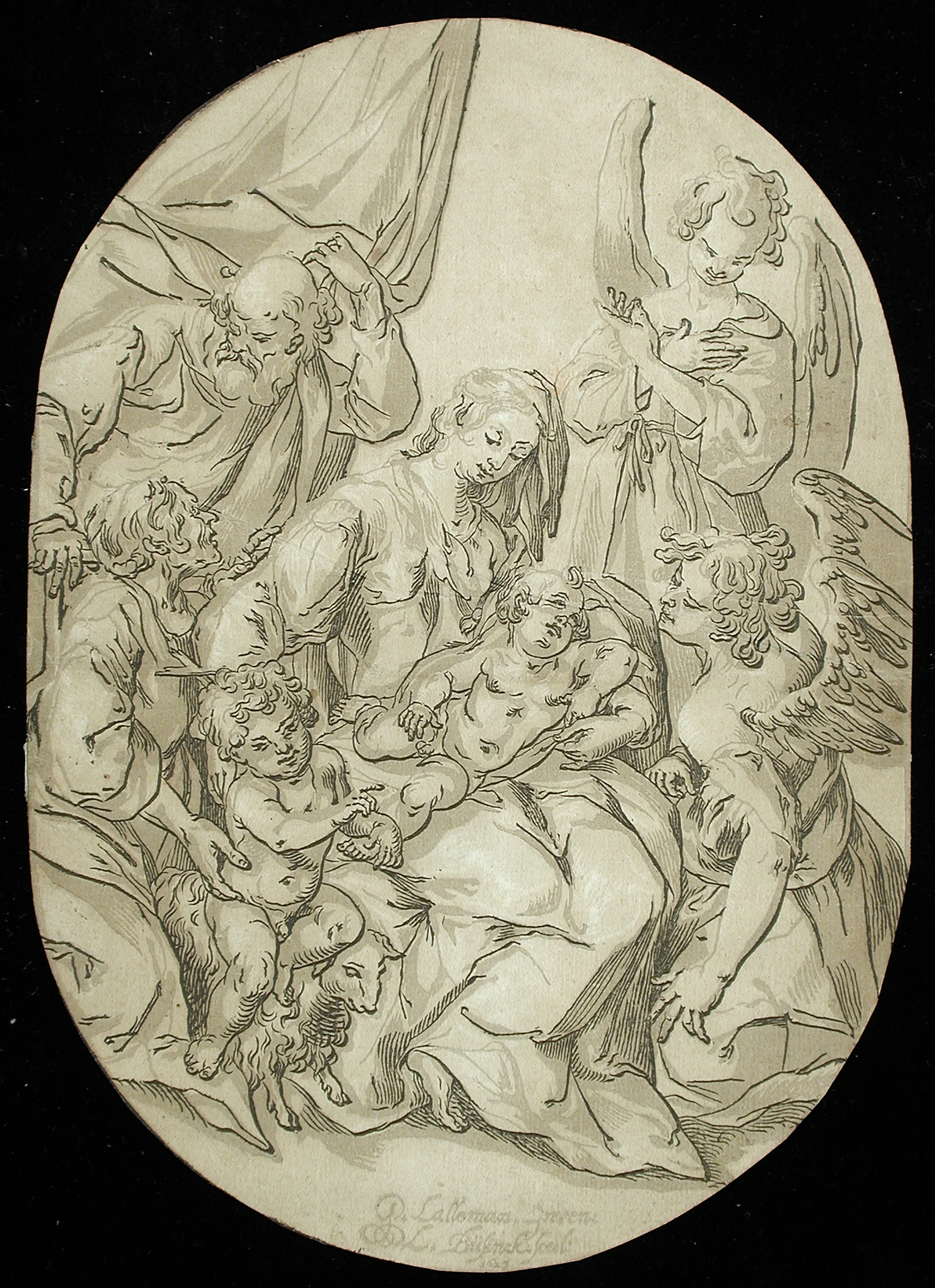
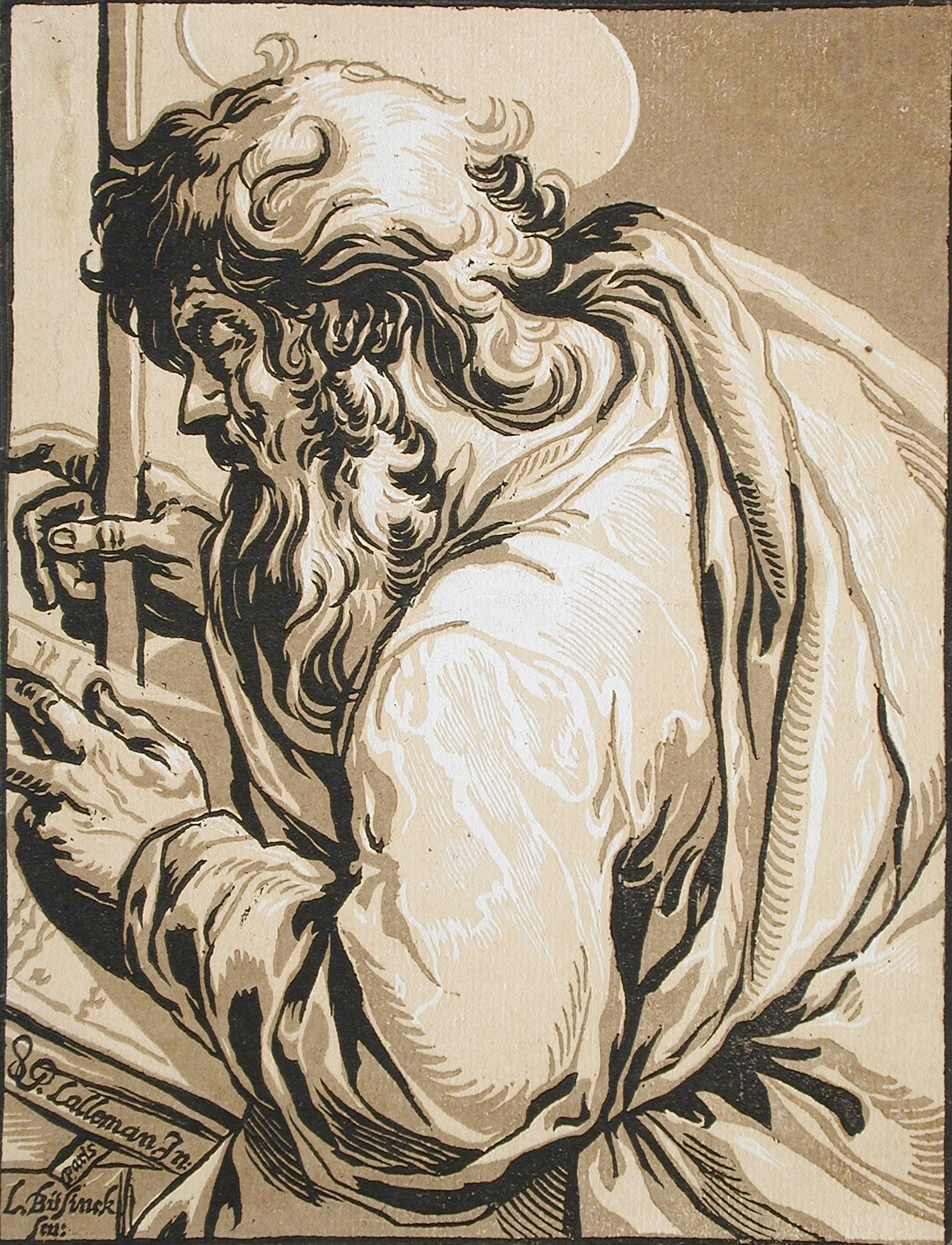
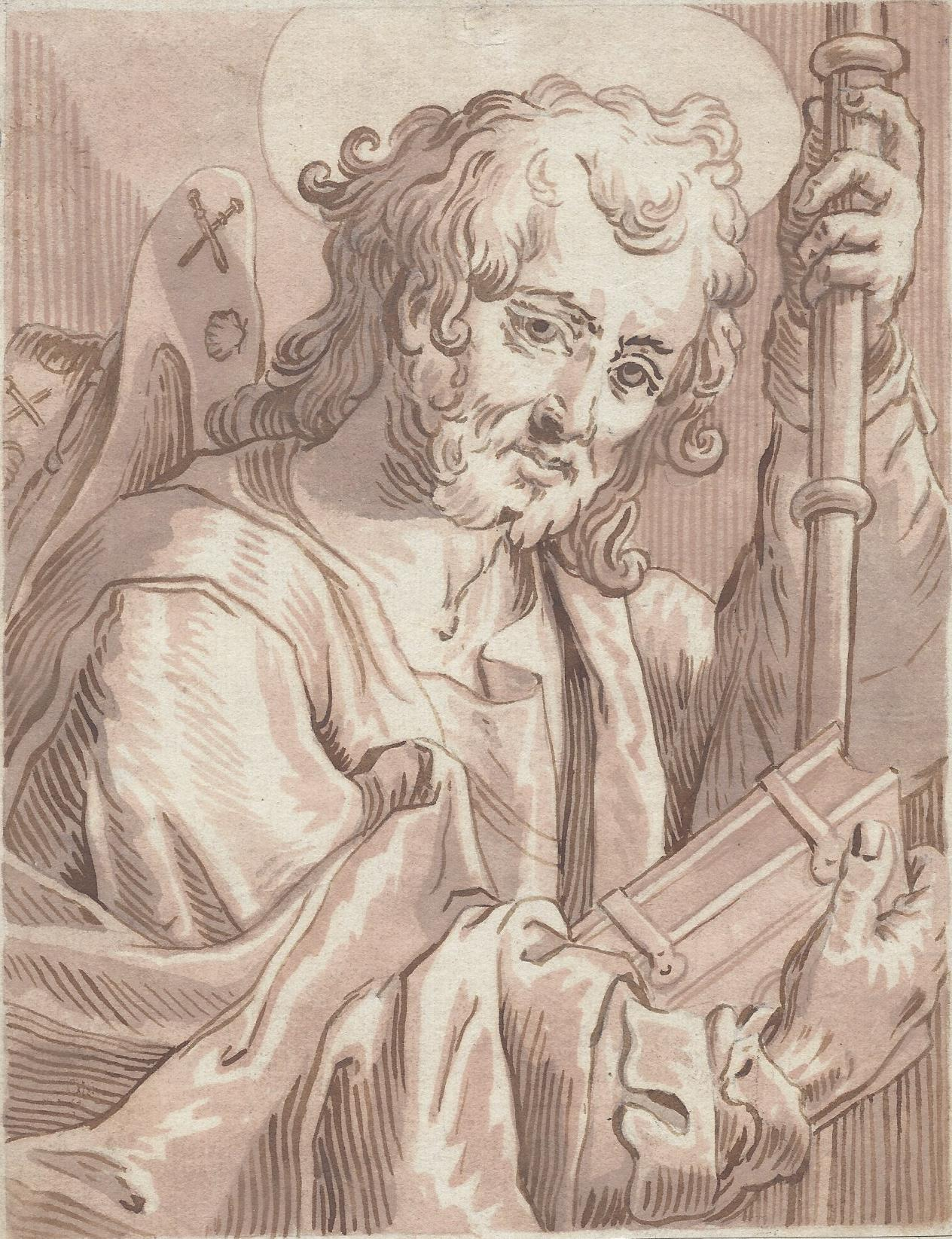
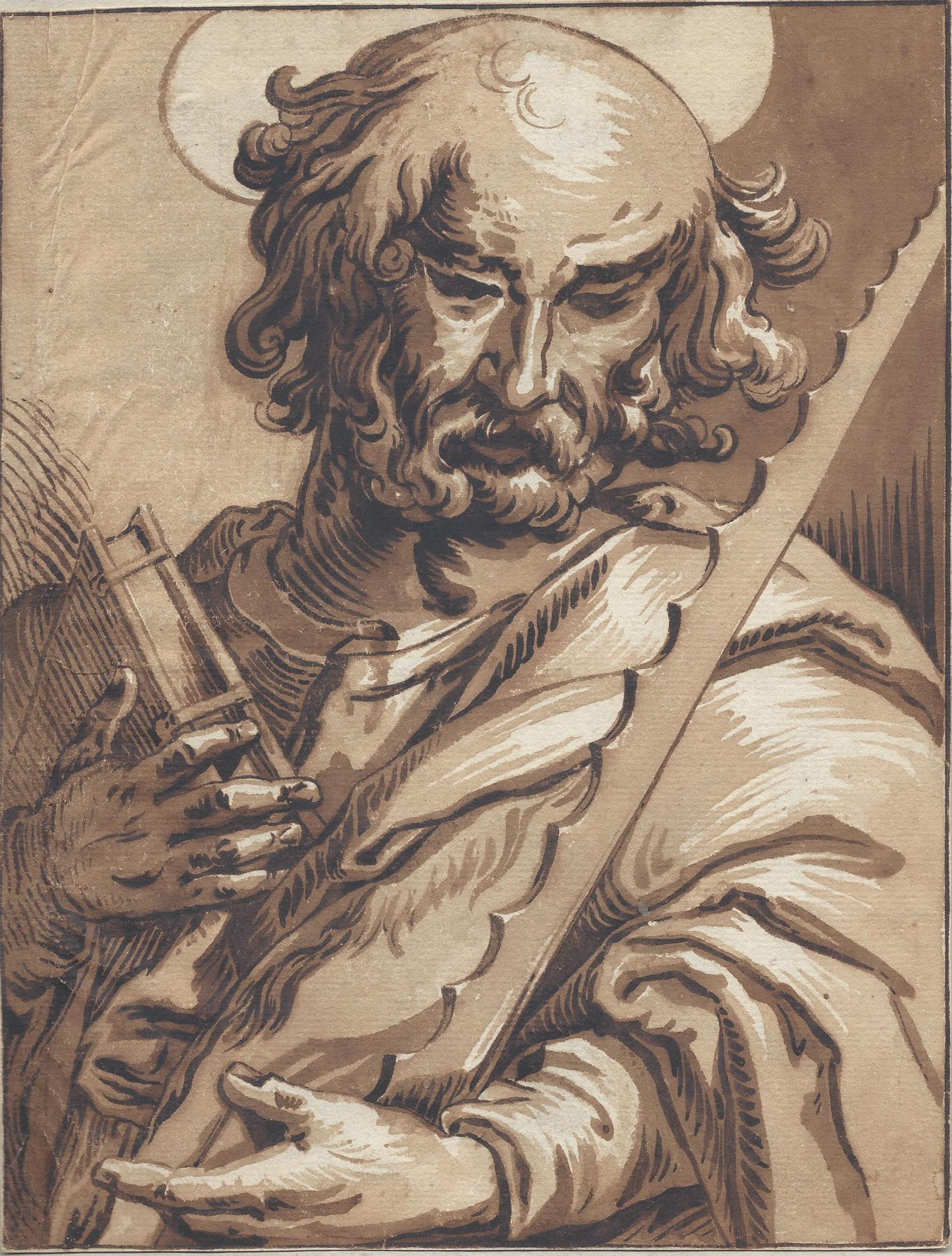